# Эльм, Давид
Давид Александр Эльм (швед. David Alexander Elm; род. 10 января 1983, Броакулла, лен Кальмар, Швеция) — шведский футболист, полузащитник.
Является старшим братом футболиста Расмуса Эльма и футболиста «Кальмара» Виктора Эльма.

## Биография
Давид начал карьеру в молодёжном составе футбольного клуба «ИС Эммабуда». Играл там вместе с братом — Виктором.
Сразу после перехода в «Фалькенберг» он стал футболистом старта. За 68 матчей в составе клуба он забил 14 мячей. В 2006 году перешёл в клуб Аллсвенскан-лиги «Кальмар».
В «Кальмаре» Давиду не сразу удалось закрепиться в основе. В первом сезоне он, как правило, выходил на замену или же заменялся по ходу встречи. Однако в сезоне 2008 он стал ключевым звеном чемпионской игры «Кальмар». Именно в этом году клуб завоевал первое в своей истории золото чемпионата.
1 сентября 2009 года Давид перешёл в лондонский клуб . «Фулхэм» выплатил «Кальмару» порядка 0,5 млн. фунтов стерлингов . Рой Ходжсон лично присутствовал на матче «Кальмар» — «Дебрецен» в рамках отбора Лиги Чемпионов УЕФА. Тренер «Фулхэма» также заявил, что будет использовать форварда в полузащите . 23 сентября 2009 года Давид дебютировал в составе «дачников» в матче против «Манчестер Сити», заменив на 91 минуте Эдди Джонсона . 9 февраля 2010 забил первый гол, поразив ворота «Бернли».
24 января 2011 года, Эльм подписал контракт на пять лет с шведским клубом «Эльфсборг». Давид покинул лондонский клуб в поисках игрового времени, которого в «Фулхэме» ему катастрофически не хватало. Сумма сделки составила по разным сведениям от 0,5 до 1 млн. фунтов стерлингов. Он был призван заменить ушедшего в «Вердер» Денни Авдича. Давид не смог закрепиться в основе, однако, выходя на замену, сумел забить 7 раз. Болельщики «Эльфсборга» запомнили его за гол в дерби против «Гётеборга». Он забил на 93 минуте: подхватив мяч после удара Андреаса Аугустссена, Эльм обработал его грудью и переправил в ворота, заставив восхищённо аплодировать 16 000 зрителей Бурос Арены.
11 августа 2013 подписал контракт с «Кальмаром» на 2,5 года.